# Nancy Carroll (attrice britannica)
Nancy Carroll (Cambridge, 28 novembre 1974) è un'attrice britannica.
È un membro della Royal Shakespeare Company, per cui ha recitato in Amleto (Bristol, 1999), Enrico IV parte prima e seconda, Come vi piace, Il racconto d'inverno e La dodicesima notte. Nel 2011 ha vinto il Laurence Olivier Award alla miglior attrice per la sua performance in After the Dance a Londra.

## Filmografia parziale

### Cinema
- Un marito ideale (An Ideal Husband), regia di Oliver Parker (1999)
- Iris - Un amore vero (Iris), regia di Richard Eyre (2001)
- Magic Mike - The Last Dance (Magic Mike's Last Dance), regia di Steven Soderbergh (2023)

### Televisione
- Metropolitan Police (The Bill) – serie TV episodio 14x111 (1998)
- Guerra imminente (The Gathering Storm), regia di Richard Loncraine – film TV (2002)
- Holby City – serie TV, episodi 5x41-14x22 (2003-2012)
- Cambridge Spies, regia di Tim Fywell – miniserie TV (2003)
- L'ispettore Barnaby (Midsomer Murders) – serie TV, episodi 8x06-12x07 (2005-2010)
- Dalziel and Pascoe – serie TV, 1 episodio (2007)
- Doctors – soap opera, puntata 9x68 (2007)
- Testimoni silenziosi (Silent Witness) – serie TV, 2 episodi (2012)
- Lewis – serie TV, episodio 6x04 (2012)
- Padre Brown (Father Brown) – serie TV, 52 episodi (2013-2024)
- L'amore e la vita - Call the Midwife (Call the Midwife) – serie TV, episodio 3x0 (2013)
- Prime Suspect 1973 – miniserie TV, 4 puntate (2017)
- Will – serie TV, 9 episodi (2017)
- The Crown – serie TV, episodi 3x10-4x07 (2019-2020)
- The Marlowe Sessions – serie TV, episodi 1x04-1x05-1x07 (2024)
- The Diplomat – serie TV, episodio 2x01 (2024)
- L'ispettore Dalgliesh (Dalgliesh) – serie TV, episodi 3x05-3x06 (2024)

## Teatro (parziale)
- Il racconto d'inverno di William Shakespeare, regia di Gregory Doran. Royal Shakespeare Theatre di Stratford-upon-Avon, Barbican Centre di Londra (1999)
- Amleto di William Shakespeare, regia di Gemma Bodinetz. Bristol Old Vic di Bristol (1999)
- Enrico IV, parte I e II di William Shakespeare, regia di Michael Attenborough. Swan Theatre di Stratford-upon-Avon (1999), Barbican Centre di Londra (2001)
- Come vi piace di William Shakespeare, regia di Gregory Doran. Royal Shakespeare Theatre di Stratford-upon-Avon (2000), Pit di Londra (2001)
- Thomas of Woodstock di autore ignoto, regia di Rebecca McCutcheon. Swan Theatre di Stratford-upon-Avon (2000)
- Una risata nel buio da Vladimir Nabokov, regia da Craig Higginson e Rebecca McCutcheon. Other Place di Stratford-upon-Avon (2000)
- Re Lear di William Shakespeare, regia di Jonathan Kent. Almeida Theatre di Londra (2001)
- Sogno di una notte di mezza estate di William Shakespeare, regia di Michael Grandage. Crucible Theatre di Sheffield (2003)
- La Fausse Suivante di Pierre de Marivaux, regia di Jonathan Kent. National Theatre di Londra (2004)
- Waste di Harley Granville-Barker, regia di Samuel West. Almeida Theatre di Londra (2008)
- Arcadia di Tom Stoppard, regia di David Leveaux. Duke of York's Theatre di Londra (2009)
- La dodicesima notte di William Shakespeare, regia di Gregory Doran. Courtyard Theatre di Stratford-upon-Avon (2009)
- After the Dance di Terence Rattigan, regia di Thea Sharrock. National Theatre di Londra (2010)
- House of Games di Richard Bea, regia di Lindsay Posner. Almeida Theatre di Londra (2010)
- L'ufficiale rectlutatore di George Farquhar, regia di Josie Rourke. Donmar Warehouse di Londra (2012)
- Il magistrato di Arthur Wing Pinero, regia di Timothy Sheader. National Theatre di Londra (2012)
- Closer di Patrick Marber, regia di David Leveaux. Donmar Warehouse di Londra (2015)
- Woyzeck,di Georg Büchner, adattamento di Jack Thorne, regia di Joe Murphy. Old Vic di Londra (2017)
- The Moderate Soprano di David Hare, regia di Jeremy Hirrin. Hampstead Theatre (2017), Duke of York's Theatre di Londra (2018)
- Young Marx di Clive Coleman e Richard Bean, regia di Nicholas Hytner. Bridge Theatre di Londra (2017)
- Rock 'n' Roll di Tom Stoppard, regia di Nina Raine. Hampstead Theatre di Londra (2024)